# Короткова Олександра Іванівна
Олександра Іванівна Короткова (24 листопада 1925 — 13 травня 1999) — передовик радянського сільського господарства, доярка колгоспу «Селянин» Богородського району Горьковської області, Герой Соціалістичної Праці (1958).

## Біографія
Народилася в 1925 році в селі Солонське, нині Богородського району Нижегородської області в селянській російській сім'ї бідняка.
Закінчивши шість класів сільської школи, працевлаштувалася в колгосп «Селянин» у молодіжну польову бригаду.
У 1944 році завершила навчання на курсах трактористів і стала працювати трактористкою в Квощевській МТС Богородського району. У 1946 році перейшла працювати на ферму дояркою. Стабільно нарощувала результати своєї справи. Постійно виконувала планові показники по надою молока.
З 1954 року неодноразово брала участь і перемагала на виставці досягнень народного господарства.
Указом Президії Верховної Ради СРСР від 12 березня 1958 року за отримання високих результатів у сільському господарстві і рекордні показники у тваринництві Олександрі Іванівні Коротковій присвоєно звання Героя Соціалістичної Праці з врученням ордена Леніна і медалі «Серп і Молот».
Продовжувала і далі працювати в сільському господарстві.
Обиралася депутатом Горьковської обласної ради народних депутатів і Верховної Ради СРСР 5-го скликання. Була делегатом XXII з'їзду КПРС.
Померла 13 травня 1999 року. Похована на сільському цвинтарі в селі Солонське.

## Нагороди
- золота зірка «Серп і Молот» (12.03.1958)
- орден Леніна (12.03.1958)
- Медаль «За трудову доблесть» (27.09.1950)
- Медаль «За трудову відзнаку»
- інші медалі.